# Buchschirm
Der Buchschirm (oder Buchschirmberg) ist ein 745,2 m ü. NHN hoher Berg in der Rhön östlich von Hilders im hessischen Landkreis Fulda. Er befindet sich sowohl im Biosphärenreservat Rhön als auch im Naturpark Hessische Rhön. Auf dem Gipfel steht eine Aussichtswarte, die einen weiten Blick in westliche und nördliche Richtungen sowie ins Ulstertal ermöglicht. Dies macht den Buchschirm zu einem beliebten Ausflugsziel für Wanderer. Auf dem Gipfel finden sich außerdem ein Gedenkstein des Rhönklubs, Zweigverein Hilders, das Kreuz des Ostens und weiter südlich ein Fernmeldeturm.
Am südwestlichen Hang liegt die Basaltfelsgruppe des Battensteins mit einer Kapelle, im Westen eine Ferienhaussiedlung und der Jugendzeltplatz der Gemeinde Hilders, sowie eine Jugendherberge. Im Nordwesten befinden sich die Jugendbildungs- und Freizeitstätten Thomas-Morus-Haus und Pater-Löslein-Hütte des Jugendwerks St. Michael. Im Norden schließt sich die Seekutte an, ein Wanderrastpunkt des Rhönklub-Zweigvereins Simmershausen/Rhön. Die Rhönwaldloipe im Südosten ist ein beliebtes Ziel für Wintersportler.

## Der Battenstein
Der Name der 629 m hohen Basaltfelsgruppe des Battensteins am südwestlichen Hang des Buchschirms und die Flurbezeichnung Betteldasche scheint keltischen Ursprungs zu sein, durch dieses Gebiet führte ein Nebenweg des Ortesweges, eine alte Handelsstraße.

### Die Kapelle
Die Wallfahrtskapelle St. Maria wurde erbaut im Jahr 1706 unter dem gebürtigen Hilderser Johann Jakob Hartmann (Pfarrer in Hilders vom 22. Februar 1700 bis 11. Februar 1742). Über dem Türsturz ist eine verglaste Mauernische mit einer spätgotischen Statue der schmerzhaften Mutter Gottes von 1851. Im Innern findet sich ein kleiner Barockaltar und verschiedene Heiligendarstellungen. Anfang der 1970er Jahre fiel die aus Holz geschnitzte barocke Hauptfigur des Kirchleins, eine Immaculata (Unbefleckte Empfängnis) wie auch eine „thronende Madonna“ (innen über der Tür) einem schändlichen Diebstahl zum Opfer. Ende 1993 kamen beim Abbau des barocken Altares etliche hölzerne Krücken zum Vorschein. Haben hier dereinst Fußkranke Heilung erfleht und auch erfahren?

### Der Kreuzweg
Der Kreuzweg zur Battensteinkapelle wurde begonnen unter Hartmanns Nachfolger Johannes Bernardus Stapf aus Mellrichstadt, (Pfarrer in Hilders vom 2. April 1742 bis 7. Mai 1762). Aufgrund des Siebenjährigen Krieges (1756–1763) entstanden in sechsjähriger Bauzeit (1755–1761) die Häuschen der Kreuzwegstationen, in denen teilweise alte Bildhauerarbeiten (Bildstock- und Grabsteinreste) eingemauert wurden.
Unter dem folgenden Pfarrer Anton Johann Nikolaus Rehm aus Fladungen (Pfarrer in Hilders vom 4. Juni 1762 bis Februar 1776) erfolgte die Ausgestaltung der Kreuzwegstationen. Wegen der Notzeit bildeten Hilderser Familien sogenannte „Freundschaften“. Diese Arbeits- und Förderkreise gestalteten und finanzierten jeweils eine Station mit einer Holzschnitzerei.
Die Kolpingsfamilie Hilders setzt sich seit vielen Jahren für die Erhaltung dieses Kulturgutes ein. In den Jahren 2009–2013 erfolgte eine grundlegende Sanierung aller Kreuzwegstationen. Die Finanzierung erfolgte zum größten Teil aus privaten Spenden, aber auch öffentliche Gelder von Gemeinde, Landkreis, dem Bistum Fulda und der Sparkassen-Stiftung Fulda beteiligten sich. Den größten Anteil an der erfolgreichen Sanierung haben allerdings die freiwilligen Helfer, die unzählige Arbeitsstunden geleistet haben. Im Juni 2013 wurden die 11 völlig neu gestalteten Kreuzwegstationen der Öffentlichkeit im Rahmen des 100-jährigen Jubiläums der Kolpingsfamilie Hilders der Öffentlichkeit übergeben.

### Das Armenseelenhäuschen
Es steht am Hang links neben der Battensteinkapelle und entstand als Stiftung von zwei Maurergesellen 1827 im Zuge von Renovierungsarbeiten unter dem Hilderser Pfarrer Adam Krampfert aus Randersacker, (Pfarrer in Hilders vom Februar 1825 bis August 1830). Im Innern befindet sich ein Steinrelief, welches erheblich älter sein dürfte. Es stellt dar, wie erlöste Seelen von Engeln aus dem Feuer genommen werden und wie schuldbeladene Seelen in den Feuerbrand kommen. Links unten im Feuer ist auch die Gestalt eines Papstes. Dies scheint auf der Sage zu beruhen, dass Papst Innozenz der Große bis zum Ende der Welt im Fegefeuer bleiben müsse.

### Die Kreuzigungsgruppe
Die Fertigstellung des Battensteins in der heutigen Form erfolgte um 1760 durch die Kreuzigungsgruppe vor der Kapelle, die unter Pfarrer Balthasar Wolpert aus Würzburg, (Pfarrer in Hilders vom Mai 1835 bis Juli 1845) im Jahre 1836 erneuert wurde.

## Katholische Jugendbildungs- und Freizeitstätten
Besondere Bedeutung und überregionale Bekanntheit hat der Buchschirm durch katholische Kinder- und Jugendfreizeiten im Bistum Fulda.

### Die Geschichte katholischer Freizeiten am Buchschirm
Ab dem Jahr 1958 war Kapuzinerpater Archangelus Löslein (* 3. November 1903 in Alzey; † 13. Februar 1982) für überpfarreiliche Arbeit im Bistum Fulda, insbesondere für die kirchliche Jugendarbeit, freigestellt. In dieser Funktion veranstaltet Pater Löslein die ersten Zeltlager für Jungen auf einer Wiese in der Nähe des Battensteins. Zur Tradition geworden nutzten die Zeltlager, veranstaltet von der Katholischen Jungen Gemeinde (KjG) im Bistum Fulda, bis zum Jahr 1978 den Jugendzeltplatz der Gemeinde Hilders. Jeden Sommer fanden 3 – 4 Zeltlager für jeweils bis zu ca. 80 Kinder statt. Nachdem das Jugendwerk St. Michael das Gelände und den Rohbau eines geplanten Gestüts im Nordwesten des Buchschirms erworben hatte, werden diese diözesanen Zeltlager seit 1979 auf dem Thomas-Morus-Zeltplatz von der Katholischen jungen Gemeinde im Bistum Fulda angeboten.

### Das Thomas-Morus-Haus mit Zeltplatz
Das Thomas-Morus-Haus auf dem Hochplateau des Buchschirms, ist ein Haus für Bildung, Freizeit und Begegnung im Bistum Fulda. Angegliedert ist ein 17.000 m² großer Zeltplatz mit Spielscheune, einer der größten Zeltplätze der Region. Neben Jugendgruppen, Verbänden und Schulklassen bietet es auch Familienkreisen, Erwachsenenverbänden oder Pfarreigruppen einen idealen Veranstaltungsort für Bildungs- und Freizeitangebote. Träger ist das gemeinnützige Jugendwerk St. Michael.

### Die Pater-Löslein-Hütte mit Zeltplatz
Die Pater-Löslein-Hütte, eine Selbstversorger-Hütte in der Nähe des Thomas-Morus-Hauses dient der Versorgung eines separaten 8.000 m² großen Zeltplatzes, nutzbar von Mai bis Oktober. Kinder- und Jugendgruppen aus der gesamten Bundesrepublik und auch regionale Vereine nutzen gerne die Hütte und den Zeltplatz. Träger ist ebenfalls das gemeinnützige Jugendwerk St. Michael.

## Galerie

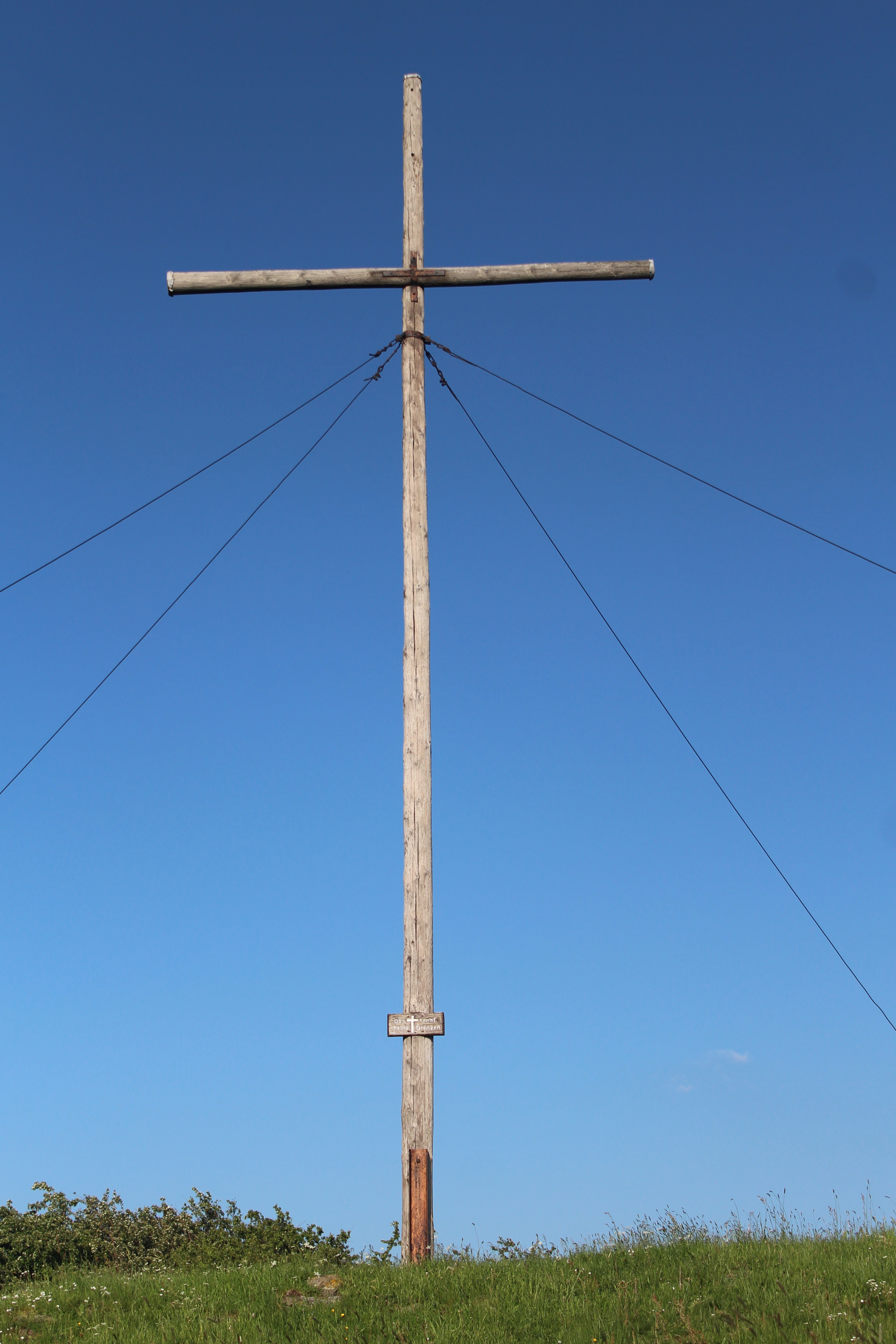
Kreuz des Ostens
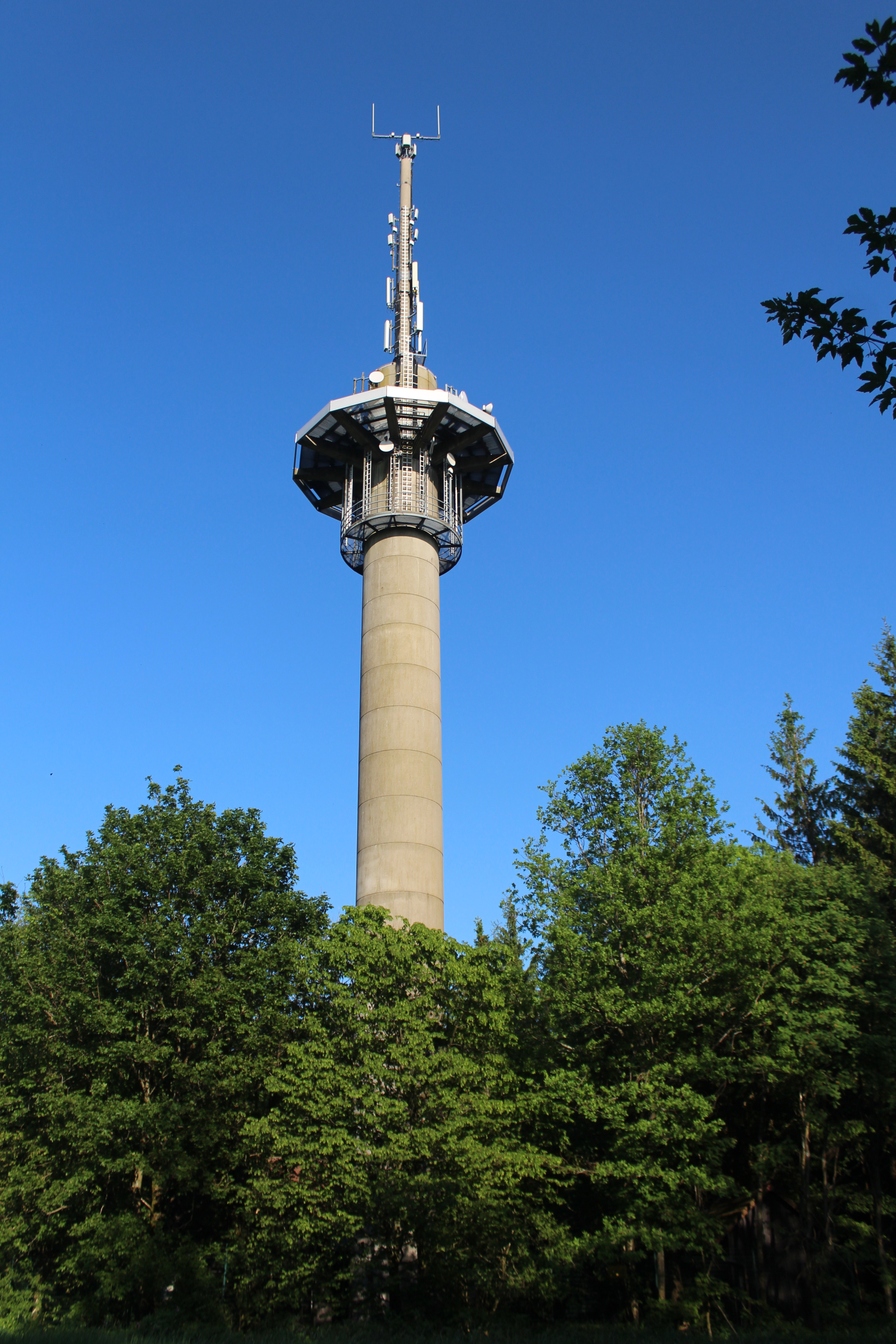
Fernmeldeturm auf dem Buchschirm
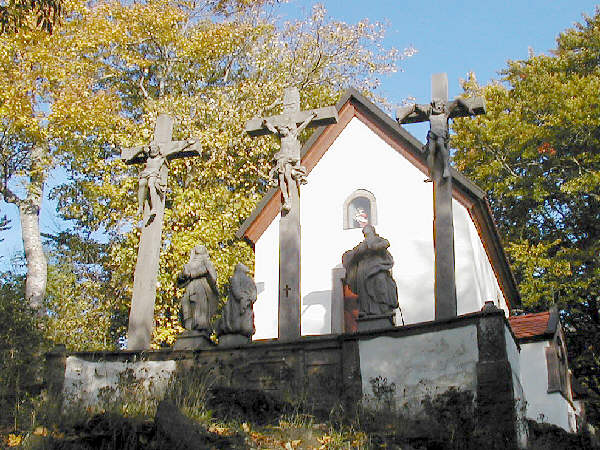
Battensteinkapelle mit Kreuzigungsgruppe
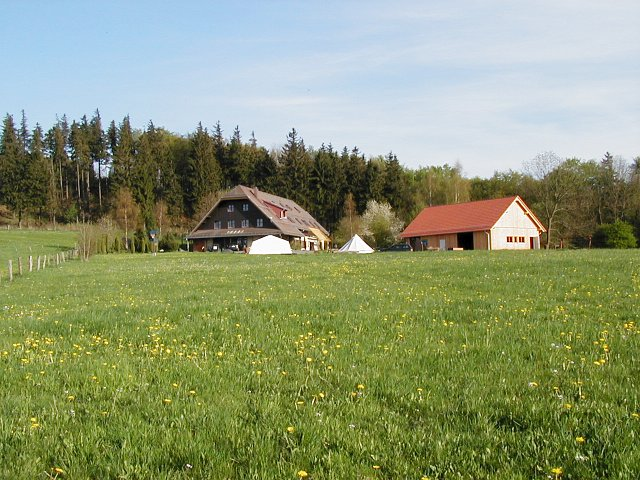
Thomas-Morus-Haus mit Zeltplatz